# Softing

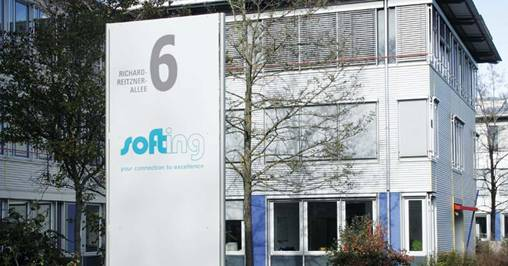
Zentrale der Softing AG in Haar bei München

Die Softing AG mit Sitz in Haar (bei München) ist ein börsennotiertes deutsches Unternehmen, das Hard- sowie Software für die industrielle Automatisierung und Fahrzeugelektronik entwickelt und fertigt.
Softing wurde 1979 als Ingenieurbüro gegründet. Das Unternehmen umfasst neben den vier Kerngesellschaften am Standort Haar sechs Tochtergesellschaften.
Seit Mai 2000 sind die Aktien des Unternehmens an der Börse Frankfurt im Prime Standard notiert.

## Konzernstruktur
Die Softing AG ist eine Dachgesellschaft und unterhält mit Stand Juli 2015 folgende Tochterunternehmen:
- Softing Industrial Automation GmbH, Deutschland
- Softing Italia s.r.l., Italien

- Softing North America Holding Inc., USA
  - Softing Inc., USA
  - Online Development Inc., USA

- Buxbaum Automation GmbH, Österreich

- Softing IT Networks GmbH, Deutschland
- Softing Singapore PTE. Ltd., Singapur

- Softing Automotive Electronics GmbH, Deutschland
- Softing Messen & Testen GmbH, Deutschland
- Samtec Automotive Software & Electronics GmbH, Deutschland

- Softing Project Services GmbH, Deutschland

- Softing Services GmbH, Deutschland
- Softing ROM s.r.l., Rumänien

### Standorte
Softing unterhält in Deutschland Standorte in Haar, Nürnberg, Erkrath und Kirchentellinsfurt mit Hauptsitz in Haar bei München. Neben Vertriebs-Standorten in Österreich, Italien, Japan, Singapur, China, Indien und den USA unterhält das Unternehmen auch einen Entwicklungsstandort in Cluj, Rumänien.

## Produkte und Dienstleistungen
Während Softing Automotive Electronics GmbH hauptsächlich Produkte und Dienstleistungen in der Diagnose und der Testautomatisierung von Steuergerätekommunikation anbietet, ist Softing Industrial Automation Anbieter von Produkten sowohl für die Prozess- als auch für die Fertigungsindustrie für System- und Gerätehersteller, Maschinen- und Anlagenbauer oder Endanwender sowie Industrielle Automation. Der Geschäftsbereich IT-Networks bietet Test-, Qualifizierungs- und Zertifizierungsgeräte für Kupferverkabelungen und Lichtleiterverbindungen.